# Иван Бандаловски
Иван Георгиев Бандаловски, по прякор Бандата, е български футболист.

## Кариера
Бандаловски израства в школата на Левски (София), но на 17-годишна възраст през 2004 г. подписва първи професионален договор с Литекс (Ловеч). Дебютира официално в професионалния футбол на 31 юли 2004 г. в мача за Суперкупата на България. Играе през всичките 90 минути, но Литекс губи с 0:1 от Локомотив (Пловдив). През есенния полусезон на 2004/05 записва 8 мача за ловчанлии в А група.
През декември 2004 г. Бандаловски преминава в холандския Фейенорд с договор за преотстъпване за 18 месеца. През този период обаче, не записва нито един официален мач за холандския отбор. Така през лятото на 2006 г. от Фейенорд не активират клаузата в договора за закупуването му и той се завръща в Литекс (Ловеч). При оранжевите обаче също не успява да се пребори за титулярно място. През сезон 2006/07 записва 11 мача в А група, а през есента на 2007/08 – само 2 участия.
На 29 февруари 2008 г. Бандаловски преминава в Локомотив (София) с договор за 2,5 години. Там намира по-често място в състава и до края на контракта си записва 43 мача в А група, в които бележи 3 гола.
На 28 септември 2010 г. Бандаловски преминава като свободен агент в ЦСКА (София). Дебютира за отбора на 14 ноември 2010 г. при домакинска победа с 1:0 над Локомотив (Пловдив), когато заменя в добавеното време Маркиньош.
През сезон 2011/12 се утвърждава като титуляр в ЦСКА. Бележи първия си гол на 22 март 2012 г. при победа с 4:0 над бившия му клуб Локомотив (София). След напускането на Тодор Янчев, през януари 2013 г. той е избран за капитан на ЦСКА. За „армейците“ записва общо 73 мача с 3 гола в А група. В края на юни 2013 г. защитникът разтрогва договора си с клуба по взаимно съгласие.
На 26 юли 2013 г. Бандаловски подписва 3-годишен контракт с белгийския елитен Оуд-Хьоверле Льовен.
В 2015 година получава паспорт на Република Македония, за да не играе за Партизан (Белград) като чужденец.
В началото на 2017 г. Бандаловски се присъединява към тима на Верея (Стара Загора).
На 29 май 2022 г. обявява официоално че се оттегля от професионалния футбол.

## Други
През октомври 2022 Бандаловски е привлечен като обвиняем по побой извършен през 2012 година заедно с бившия футболист Георги Семерджиев, който причинява смъртта на две момичета при шофиране под влияние на метамфетамини през лятото на 2022 година.

## Статистика по сезони
- Литекс (Ловеч) – 2004/05 – А група, 8 мача/0 гола
- Фейенорд – 2005/06 – Ередивизи, 0/0
- Литекс (Ловеч) – 2006/07 – А група, 11/0
- Литекс (Ловеч)/Локомотив (Сф) – 2007/08 – А група, 9/0
- Локомотив (Сф) – 2008/09 – А група, 12/1
- Локомотив (Сф) – 2009/10 – А група, 21/2
- ЦСКА (Сф) – 2010/11 – А група, 15/0
- ЦСКА (Сф) – 2011/12 – А група, 15/1